# Rosário do Ivaí
Rosário do Ivaí este un oraș în Paraná (PR), Brazilia.